# Jon Heder
Jonathan Joseph Heder (/ˈhiːdər/; n. 26 octombrie 1977, Fort Collins⁠(d), Colorado, SUA) este un actor american cunoscut pentru rolul său din filmul de comedie Napoleon Dynamite din 2004. Acesta a mai apărut în filmele Ca în rai⁠(d), Rezerve de lux⁠(d), Clasa de tăntălăi⁠(d), Tăișul gloriei⁠(d), Băiatu' mamei⁠(d), Amor la Roma⁠(d) și în rolul lui Roy Disney în Walt Before Mickey⁠(d). De asemenea, a realizat dublajul⁠(d) unor personaje în filmele de animație Monster House, Surf's Up și Pinocchio⁠(d), precum și pentru seria animată Napoleon Dynamite⁠(d).

## Biografie
Heder s-a născut în Fort Collins, Colorado⁠(d), fiul lui Helen (născută Brammer) și al medicului James Heder. Acesta un frate geamăn pe nume Dan, respectiv trei frați și o soră: Rahela, Doug, Adam și Mat. Este de origine suedeză și este un nepotul fostului jucător NFL Vai Sikahema⁠(d). Când avea aproximativ doi ani, el și părinții lui s-au mutat în Salem, Oregon.  A urmat cursurile gimnaziului Walker Middle School din Salem și a absolvit Liceul South Salem⁠(d) în 1996, unde a fost membru al echipei de înot și al clubului de teatru. A fost cercetaș Eagle Scout, și lider de trupă⁠(d) în 2010.
După ce și-a încheiat studiile universitare în 2002 la Universitatea Brigham Young⁠(d), Heder a lucrat la scurtmetrajul de animație Pet Shop. A renunțat la finalizarea proiectului a început să obțină roluri, deși numele său apare în genericul filmului În timpul facultății, acesta s-a împrietenit cu Jared Hess⁠(d) și a jucat în scurtmetrajul său Peluca⁠(d).

## Cariera
Filmul de comedie Napoleon Dynamite, filmat în Preston, Idaho⁠(d), a obținut încasări de 44,5 milioane de dolari. În iunie 2005, Heder a primit premiul MTV Movie Award la categoriile cea mai bună interpretare muzicală și Breakthrough Male Performance pentru acest rol. Pe 8 octombrie 2005, a fost gazda emisiunii Saturday Night Live alături de Ashlee Simpson. Mai târziu, Heder și colegul său de film Efren Ramirez au filmat o serie de reclame pentru a promova Târgul de Stat din Utah⁠(d) din 2015, iar apoi și-au reluat rolurile din Napoleon Dyamite într-o schiță parodie intitulată „Napoleon Bonamite” din serialul animat Robot Chicken⁠(d).
În 2005, Heder a avut un rol secundar în comedia romantică Ca în rai. În 2006, a apărut în filmul de comedie Gașca Big Foot⁠(d)  și a avut un rol principal împreună cu Rob Schneider și David Spade în filmul Rezerve de lux (2006) al producătorului Adam Sandler, o comedie despre trei bărbați care decid să-și creeze propria echipă de baseball. Tot în 2006, Heder a dublat vocea personajului Skull în filmul de animație Casa e un monstru! și a apărut în comedia Clasa de tăntălăi. A făcut parte din distribuția filmului Tăișul Gloriei (2007) împreună cu Will Ferrell. În 2007, acesta a dublat vocea personajului Chicken Joe din filmul de animație Cu toții la Surf!.
În ianuarie 2017, Heder și-a reluat rolul Chicken Joe în Surf's Up 2: WaveMania, continuarea filmului Surf's Up.

## Viața personală
Heder este căsătorit cu Kirsten Bales din 2002, pe care a cunoscut-o în timp ce studia șa Universitatea Brigham Young. Cei doi sunt membri ai Bisericii lui Isus Hristos a Sfinților din Zilele din Urmă și au patru copii.

## Filmografie

### Filme
| Year | Title                                                 | Role                       | Notes |
| ---- | ----------------------------------------------------- | -------------------------- | --- |
| 2000 | The Wrong Brother                                     | Audience Member            | Scurtmetraj |
| 2000 | Funky Town                                            | Officer Hardy              | Scurtmetraj |
| 2003 | Peluca                                                | Seth                       | Scurtmetraj |
| 2004 | Napoleon Dynamite                                     | Napoleon Dynamite          | MTV Movie Award for Best Breakthrough Performance MTV Movie Award for Best Musical Sequence Teen Choice Award for Choice Movie Dance Scene Teen Choice Award for Choice Movie Hissy Fit Nominalizat – Online Film Critics Society Award for Best Breakthrough Performance Nominalizat – Teen Choice Award for Choice Movie Actor: Comedy Nominalizat – Teen Choice Award for Choice Movie Breakout Performance – Male Nominalizat – Teen Choice Award for Choice Movie Blush Scene Nominalizat – Teen Choice Award for Choice Movie Liar Nominalizat – Teen Choice Award for Choice Movie Love Scene Nominalizat – Teen Choice Award for Choice Movie Rumble |
| 2005 | Just Like Heaven                                      | Darryl                     | Nominalizat – Teen Choice Award for Choice Actor: Comedy |
| 2005 | Tankman Begins                                        | Batman                     | Scurtmetraj |
| 2006 | The Benchwarmers                                      | Clark Reedy                | Nominated – Teen Choice Award for Choice Movie Actor: Comedy Nominated – Teen Choice Award for Choice Chemistry Nominated – Teen Choice Award for Choice Rumble |
| 2006 | Monster House                                         | Reginald "Skull" Skulinski | Dublaj |
| 2006 | School for Scoundrels                                 | Roger                      | Nominalizat – Teen Choice Award for Choice Movie Actor: Comedy |
| 2007 | The Sasquatch Gang                                    | Lazer Tag Employee         | Cameo |
| 2007 | Blades of Glory                                       | Jimmy MacElroy             | Nominalizat – MTV Movie Award for Best Fight Nominalizat – Teen Choice Award for Choice Movie Actor: Comedy Nominalizat – Teen Choice Award for Choice Chemistry Nominalizat – Teen Choice Award for Choice Movie Dance Scene |
| 2007 | Surf's Up                                             | Chicken Joe                | Dublaj |
| 2007 | Moving McAllister                                     | Orlie                      | |
| 2007 | Mama's Boy                                            | Jeffrey McMannus           | |
| 2008 | Sockbaby 4                                            | Manatu                     | Scurtmetraj |
| 2010 | When in Rome                                          | Lance                      | |
| 2011 | Life Happens                                          | Wrong Number Caller        | Cameo |
| 2011 | Legend of Kung Fu Rabbit                              | Fu                         | Dublaj |
| 2012 | For Ellen                                             | Fred Butler                | |
| 2012 | Drained                                               |                            | Scurtmetraj Producător Premiul DC Independent Film Festival pentru Best Experimental/Animation |
| 2012 | Peter at the End                                      | Peter                      | Scurtmetraj |
| 2012 | Pinocchio                                             | Leo the Cat                | Dublaj |
| 2013 | Pororo, The Racing Adventure                          | Mango                      | Dublaj |
| 2013 | Bud Selig Must Die                                    | Tim                        | Scurtmetraj |
| 2013 | Buddy Holly Is Alive and Well on Ganymede             | Oliver Vale                | |
| 2014 | Reality                                               | Denis                      | |
| 2014 | My Dad Is Scrooge                                     | Raffi                      | Dublaj |
| 2015 | A Mouse Tale                                          | Sir Jonas                  | |
| 2015 | Weepah Way for Now                                    | Ernie                      | |
| 2015 | Walt Before Mickey                                    | Roy Disney                 | |
| 2015 | Huevos: Little Rooster's Egg-cellent Adventure        | Mickey Mallard             | Dublaj în engleză |
| 2015 | Christmas Eve                                         | James                      | |
| 2016 | Bling                                                 | Wilmer                     | Dublaj |
| 2016 | Ghost Team                                            | Louis                      | |
| 2016 | The Tiger Hunter                                      | Alex Womack                | |
| 2017 | Surf's Up 2: WaveMania                                | Chicken Joe                | Dublaj |
| 2018 | The Ladybug                                           |                            | |
| 2018 | When Jeff Tried to Save the World                     | Jeff                       | |
| 2018 | Unexpected Race                                       | Henry                      | |
| 2020 | Tremors: Shrieker Island                              | Jimmy                      | |
| 2020 | The Little Penguin Pororo's Dinosaur Island Adventure | Poby                       | Dublaj |
| 2021 | The Little Penguin Pororo's Treasure Adventure        | Poby                       | Dublaj |
| TBA  | Killing Winston Jones                                 | Edwin Jones                | |
| TBA  | Tapawingo                                             | Nate Skoog                 | |